# Jacint Maria Mustieles
Jacint Maria Mustieles i Perales de Verdonces, né à Valence en 1887 et mort à Barcelone en 1948, est un poète valencien de langue catalane.

## Biographie
Il entame des études d'architecture, qu'il abandonne pour le droit. Défenseur de l'esthétique moderniste dans un groupe réduit avec d'autres poètes comme Daniel Martínez i Ferrando et Miquel Duran de València, il s'oppose au conservatisme de Lo Rat Penat, dont il est secrétaire en 1913. Il est fondateur et secrétaire général de Joventut Valencianista et collabore aux journaux La Veu de Catalunya, D'Ací i d'Allà, Llegiu-me et Las Provincias. Il publie ses premiers vers dans la revue hebdomadaire Renaiximent. À partir de 1913, il réside à Barcelone.

## Œuvres
Poésie
- 1913 : Breviari romàntic, avec un prologue en forme de poème par Josep Carner
- 1916 : Flama

Romans
- 1915 : Somni de ciutat
- 1918 : Poema de Rosa Maria